# Vladimír Janočko
Vladimír Janočko (Košice, Eslovaquia, 2 de diciembre de 1976) es un exfutbolista eslovaco. Jugó de volante y su primer equipo fue el 1. FC Košice.

## Selección nacional
En 1999 debutó con la selección de Eslovaquia, con la que ha disputado 56 partidos y ha marcado tres goles (hasta junio de 2007). También suma 23 internacionalidades con la selección sub-21 eslovaca.

## Clubes
| Club                   | País       | Año       |
| ---------------------- | ---------- | --------- |
| 1. FC Košice           | Eslovaquia | 1994-2000 |
| Xanthi FC              | Grecia     | 2000-2001 |
| FK Austria Viena       | Austria    | 2001-2006 |
| Red Bull Salzburg      | Austria    | 2006-2009 |
| Trenkwalder Admira     | Austria    | 2009-2010 |
| SC Leopoldsdorf        | Austria    | 2010-2012 |
| MFK Zemplín Michalovce | Austria    | 2012-2014 |

## Palmarés

### Campeonatos nacionales
| Título     | Club             | País       | Año  |
| ---------- | ---------------- | ---------- | ---- |
| Liga       | 1. FC Košice     | Eslovaquia | 1997 |
| Liga       | 1. FC Košice     | Eslovaquia | 1998 |
| Bundesliga | FK Austria Viena | Austria    | 2003 |
| Copa       | FK Austria Viena | Austria    | 2003 |
| Copa       | FK Austria Viena | Austria    | 2005 |
| Bundesliga | FK Austria Viena | Austria    | 2006 |
| Copa       | FK Austria Viena | Austria    | 2006 |

### Distinciones individuales
| Distinción                                     | Año  |
| ---------------------------------------------- | ---- |
| Premio APA al Futbolista del año en Austria    | 2002 |
| Premio Bruno al mejor jugador de la Bundesliga | 2003 |
| Futbolista Eslovaco del año                    | 2003 |